# Internet Explorer 7
Windows Internet Explorer 7 (comúnmente abreviado IE7) es un navegador web publicado por Microsoft a finales de 2006 para Windows Vista, Windows Server 2008, Windows XP y Windows Server 2003. Es parte de la línea de versiones de Internet Explorer y el primer lanzamiento mayor desde Internet Explorer 6 tras más de 4 años, coincidiendo con el de Windows Vista unos meses después.
El soporte para Internet Explorer 7 finalizó el 10 de octubre de 2023, incluyendo el final del soporte para Windows Embedded Compact 2013.

## Descripción
La versión 7 de Internet Explorer sufrió un cambio de nombre con respecto a las versiones anteriores: Windows Internet Explorer (frente al antiguo nombre: Microsoft Internet Explorer) de Microsoft y como parte del componente de renombramiento que se incluyen con Windows. Está disponible como parte de Windows Vista y Windows Server 2008, y como una descarga independiente a través de Microsoft para Windows XP Service Pack 2 y 3 como también para Windows Server 2003 Service Pack 1 y 2. Internet Explorer 7 se podía descargar directamente desde el sitio web de Microsoft. Gran parte de la arquitectura, incluyendo el motor de renderizado y un marco de seguridad, han sido significativamente modificadas. En parte como resultado del incremento de la seguridad, el navegador será una aplicación autónoma, en lugar de integrarse con el shell de Windows, y por lo tanto ya no será capaz de actuar como un navegador de archivos. Aunque la primera advertencia de seguridad fue anunciada sólo un día después tras la publicación, resultó ser un problema de seguridad en Outlook Express y no en Internet Explorer 7. La primera vulnerabilidad exclusiva de Internet Explorer 7 se publicó después de 6 días.
En Windows Vista, Internet Explorer incluyó un modo especial de funcionamiento denominado "Modo Protegido", que ejecutaba el navegador en un proceso aislado (sandbox) de seguridad y que no tenía acceso al resto del sistema operativo o del sistema de archivos, con excepción de la carpeta Archivos Temporales de Internet. Cuando se ejecutaba en Modo Protegido, Internet Explorer 7 dificultaba la integridad del proceso, no podía tener acceso de escritura a los archivos y claves del registro fuera del perfil de usuario. Esta función tenía por objeto mitigar los problemas que los descubierto fallos en el navegador (o en Add-Ons acogió en su interior) permitían a los hackers subversivamente instalar software en el ordenador del usuario (por lo general, el software espía).
La versión de Windows Vista y Windows XP de Internet Explorer 7, además, ofrecía una actualización de la WinInet API. La nueva versión tenía mejor soporte para IPv6, y se ocupaba de hexadecimales literales en la dirección IPv6. También incluía un mejor soporte para Gzip y desinflaban compresión, de manera que la comunicación con un servidor web podía ser comprimido y, por lo tanto, se requerían que menos datos se transfirieran. El soporte de Internet Explorer Protected Mode en WinInet es exclusivo de Windows Vista. Desde el 8 de octubre de 2007, Microsoft eliminó el componente de Ventaja de Windows Original de IE7 y la abrió para todos los usuarios de Windows.
| Tasa de mercado en diciembre de 2007 |
| ------------------------------------ |
| IE4 - 0.01%                          |
| IE5 - 0.12%                          |
| IE5.5 - 0.12%                        |
| IE6 - 35.18%                         |
| IE7 - 40.61%                         |

### Historia
- El 31 de enero de 2006 Microsoft publicó en su sitio web una previa pública con la intención de hacer (Beta 2 preliminar: previa a la Beta versión 2) Internet Explorer 7 para Windows XP Service Pack 2 (no para Windows Server 2003 SP 1). Afirmó (posiblemente Beta 2 en abril) que Internet Explorer 7 se publicaría en el primer semestre de 2006, y la versión definitiva en la segunda mitad de 2006.[12] La realización de la versión pre beta, se actualizó el 20 de marzo de 2006 para realizar el 7.0.5335.5. Un real Beta 2 Build fue puesto en público el 24 de abril de 2006 para hacer el 7.0.5346.5. Además, en la conferencia MIX'06 , Bill Gates dijo que Microsoft ya estaba trabajando en las próximas dos versiones de IE después de la versión 7.

- El 29 de junio de 2006 Microsoft publicó el Beta 3 (Build 7.0.5450.4) de IE7 para Windows XP SP2, Windows XP x64 Edition y Windows Server 2003 SP1. Cuenta con la interfaz de usuario limpiezas menores, reordenamiento de las pestañas de arrastrar y soltar, así como notables mejoras de rendimiento.

- El 24 de agosto del 2006, la Release Candidate 1 (RC1) de IE7 (Build 7.0.5700.6) incluido en Windows Vista RC1 y lanzado para Windows XP SP2, Windows XP con x64 Edition y Windows Server 2003 SP1. Ésta fue la última versión preliminar de Internet Explorer 7 antes de la versión final.

- El 28 de septiembre de 2006, 3Sharp, una empresa privada de servicios firmes técnicos, publicó los resultados de un estudio, encargado por Microsoft,[13] la evaluación de ocho soluciones anti-phishing en las que Internet Explorer 7 (Beta 3) la lideró. El estudio evaluó la capacidad de bloquear el phishing, advertir acerca de phish, y permitir buenos sitios.[14]

- El 18 de octubre de 2006 Internet Explorer 7 fue lanzado a la Web en microsoft.com, y se distribuyó como una actualización de alta prioridad a través de Actualizaciones Automáticas el 1 de noviembre. AU notifica a los usuarios cuándo IE7 está a punto de instalar y muestra una pantalla de bienvenida que presenta las características clave y las opciones de "Instalar", "No instalar", o "Preguntarme después".

- El 8 de noviembre de 2006 una versión de Internet Explorer 7 fue puesta en el mercado sólo para Windows Vista (7.0.6000.16386).

- El 11 de noviembre de 2006 otra versión para Windows XP se dio a conocer (7.0.5730.1100).[15]

- El 24 de septiembre de 2007 se publicó la versión para Windows Server 2008 RC0 Inc x64 (7.0.6001.16659).[15]

- El 4 de octubre de 2007 la versión más reciente para Windows XP (7.0.5730.13) se puso a disposición.
- El 15 de junio de 2022 Internet Explorer se retiró oficialmente; le sucedió Microsoft Edge.[16]

### Nuevas características y cambios
- Por motivos de seguridad, Internet Explorer ya no está integrado con el Explorador de Windows de shell. Los archivos locales tipeados en IE7 se abren utilizando el Explorador de Windows de shell y sitios web escritos en el Explorador de Windows se abren usando el navegador web predeterminado.
- Modo Protegido (disponible sólo en Windows Vista), en la que el navegador ejecuta en una caja de arena con aún menor derechos que una cuenta de usuario limitada. Como tal, sólo puede escribir a la carpeta Archivos temporales de Internet y no se puede instalar el inicio de programas o de cualquier cambio de configuración del sistema operativo sin comunicar a través de un intermediario. IE7 Modo Protegido se basa en la tecnología del Control de Cuenta de Usuario.
- La versión 7 tiene la navegación por pestañas, una popular característica que compiten los navegadores web. También hay una nueva característica llamada "Pestañas rápidas", que muestra una vista previa en miniatura de las pestañas abiertas. Desde la publicación de Beta 3 en adelante, el usuario ha sido capaz de cambiar manualmente las pestañas arrastrando y soltando según desee.
- La versión 7 añade ayuda para nombres de dominio internacionalizados (IDN) incluido la protección antiphishing. Si el usuario visita un sitio web cuyo nombre está en un idioma extranjero que no utilice los caracteres latinos, se mostrará el código menor si el usuario no tiene permiso para el idioma de instalación. Además, los caracteres no latinos pueden, con ciertas restricciones, ser combinados con caracteres latinos. En el último caso, el código menor se emplea cuando el apoyo a los alfabetos no latinos no está instalado. Estas ayudas previenen fraudes de este tipo, en el que algunos se sustituyen con un carácter semejante buscado en un alfabeto distinto.
- Un cuadro de búsqueda se ha añadido a la esquina superior derecha. El motor de búsqueda predeterminado es heredado de la configuración de Internet Explorer 6, en el que hay varios motores de búsqueda sobre barras de herramientas para proporcionar capacidades de búsqueda en la barra de direcciones, pero los proveedores adicionales pueden ser añadidos (Google, AltaVista, Yahoo!, Live Search, Wikipedia, etc.). Microsoft ofrece una lista de proveedores.[17] El cuadro de búsqueda usa la tecnología OpenSearch de A9.com para encontrar los resultados de búsqueda. El uso de un estándar abierto hace más fácil a las páginas web incluir sus consultas de búsqueda predefinidas en el cuadro de búsqueda.[18] También está disponible una lista completa de proveedores de búsqueda populares que se pueden agregar al cuadro de búsqueda.[19] Con la introducción de Windows Internet Explorer 7, Microsoft ha actualizado su lista de los proveedores como una herramienta que permite a los usuarios crear manualmente y añadir un proveedor de búsquedas en el cuadro de búsqueda.
- Se ha añadido apoyo a la transparencia en imágenes PNG, canal alfa por píxel.[20]
- Se incluye un lector de fuentes web integrado, de manera que los usuarios puedan leer fuentes web (RSS o Atom), sin un lector de RSS. Las características incluyen el descubrimiento automático de la fuente web y la posibilidad de recuperar las actualizaciones de fuente web incluso cuando el navegador no se está ejecutando. El conjunto de características fuente web también está disponible para desarrolladores de terceros a través de la API, a fin de que la lista de las fuentes web subscrito (como también a su contenido) puede ser utilizado[21] y añadido a IE7, Feeds Plus, es proporcionado por la propia Microsoft que proporciona una mayor capacidad de notificación de la plataforma RSS.[22]
- ActiveX Opt-In bloques de control ActiveX a menos que se permita ser instalado. Esta característica mejora la seguridad de los controles de inverificable y vulnerable. Controles ActiveX pueden ser elegidos para ser instalados desde la barra de información. El usuario puede encender y apagar mediante el uso del Control ActiveX para usar Add-on Manager.
- Se han hecho una serie de mejoras en CSS, DOM, HTML y de apoyo. El objetivo declarado de Microsoft con la versión 7 es arreglar los más importantes errores y áreas que causó la mayoría de problemas para los desarrolladores y, a continuación, la mejora de la cobertura de las normas, vendría después.
- El conocido problema de que la mano derecha de porción de una página web cortada cuando la página se ha impreso, se ha solucionado. El contenido de la página también puede ser "reducido" para ajustarse más texto en una sola página. El renovado interfaz "Vista previa de impresión" también permite a los usuarios arrastrar alrededor de los márgenes de la página y ver los resultados inmediatamente.
- Un Seleccionador de Zoom ha sido añadido a la parte inferior derecha de la interfaz del usuario. A diferencia del "Tamaño de texto", característico, lo que completa el contenido de zoom de la página web, que permite realizar más fácil la lectura en la más grande vista. Las fuentes son rendidas en la resolución más alta.[23]
- El ClearType puede ser activada o desactivada por separado del resto del sistema operativo.[24]
- El nuevo Filtro Phishing ofrece protección contra los fraudes de este tipo y de otros sitios web que pueden ser considerados peligrosos para un usuario al entrar en su información personal. Al estar activada, cada sitio web que el usuario visite se puede verificar con una lista de sitios phishing conocidos. Si un sitio está en la lista, el usuario es informado. A la luz de la vida privada de esta característica, no se activa automáticamente; se le pregunta al usuario cuando inicia Internet Explorer 7 si quiere habilitarlo.[25] Microsoft está trabajando en conjunto con empresas que se especializan en la identificación de programas para garantizar el "phishing". La lista de lugares conocidos es precisa y actualizada rápidamente.[26]
- La barra de direcciones y la barra de estado aparecen en todas las ventanas, incluidos los pop-ups, así se ayuda a bloquear los sitios no confiables e impedir que se oculten como sitios de confianza. También la barra de dirección dispone de un código de color para indicar visualmente la fiabilidad de la página. La barra de direcciones se vuelve rojo cuando se accede a una página, con certificado de seguridad no válido. En caso de sitios que no utilizan un código, la barra de direcciones es de color blanco. Y si la página utiliza certificado de alta seguridad, la barra se volverá verde.
- Modal ventanas como se muestran los cuadros de diálogo sólo cuando la ficha que ha generado es seleccionado (en este tipo de situaciones, se convierte en una pestaña de color naranja). Por otra parte, la ventana guardar es modal y al guardar la página se muestra en una pestaña, el usuario no puede navegar por otras pestañas.
- La barra de direcciones ya no permite que se ejecute el código JavaScript en páginas en blanco (about:blank). Esta característica es todavía apoyado en otras páginas, sin embargo, permite a marcadores funcionar correctamente. Una de las razones para el cambio no se ha dado.
- La barra de estado ya no permite que el texto que se ha de efectuar (por ejemplo: "Formateo de C: \ 10% Complete |||||||") no se muestre y siempre muestre la dirección URL de cualquier vínculo, por seguridad.
- "Borrar Historial de navegación" limpia el historial de navegación completa en un solo paso. Anteriormente se trataba de un proceso que obligaba al usuario a borrar la caché del navegador, historial, cookies, y los datos del formulario guardando contraseñas en una serie de diferentes medidas. Esto es útil para mejorar la privacidad y la seguridad en un entorno multiusuario, como un Café-Internet.
- "Ir/Actualizar": cuando se teclea cualquier URL en la barra de direcciones, el botón cambia de "Actualizar" a "Ir" y cuando "Ir" (o la tecla Enter) es tecleada, el botón cambia de "Ir" a "Actualizar". De esta manera, el espacio que ocupan las barras de herramientas se reduce al mínimo.
- Las opciones "atrás" y "adelante" se han combinado en un menú que muestra la actual posición de los usuarios en su historia con una audaz entrada. En la mayoría de los casos, la página actual se muestra en la parte superior, con una lista de páginas para ir "atrás", pero si el usuario sólo tiene que volver a una o más páginas, habrá puntos adicionales por encima de la página actual a la que puede navegar hacia delante.
- Fix My Settings controla en el comienzo o cuando se cambia un ajuste, en caso de la configuración actual de inseguridad que se notifique al usuario. El usuario puede también pulsar un botón para fijar la configuración a un estado seguro. En ese momento no hay manera de desactivar esas advertencias.
- Los antiguos protocolos y tecnologías han sido eliminados: Gopher, Telnet, Scriptlets, DirectAnimation, XBM, Canales (. FDC archivos), también conocido como "Active Desktop Items", etc. El DHTML Editing Control está siendo retirado de IE7 para Windows Vista, para reducir la superficie de ataques a la seguridad.[27]

- No Add-ons permite a IE7 poner en marcha sin las extensiones instaladas.
- La barra de menús puede ser ocultada para permitir más espacio para páginas web.
- Mejora de la selección de texto.
- IE7 código de peso: 256 bits (sólo para Vista, IE7 para Windows XP sólo admite 128 bits).
- La barra de direcciones se vuelve rojo cuando el certificado presentado por un sitio seguro tiene algunos problemas. En caso de que la navegación en el sitio esté bloqueado por defecto, sólo se podrá acceder después de que el usuario confirma explícitamente la navegación.
- IE7 incluye soporte para Extended Validation Certificates (EV). Cuando los sitios EV presentan un certificado, la barra de direcciones se muestra en verde.
- El Grupo de la Nueva Política de Plantillas administrativas (. Adm) de Internet Explorer 7 se cargan automáticamente en el controlador de dominio cuando un grupo se abre desde una estación de trabajo en que Internet Explorer 7 se ha instalado. These new administrative templates allow for controlling the Anti-Phishing filter state, for example. Estas nuevas plantillas administrativas pueden permitir el control del filtro de estado Anti-Phishing, por ejemplo.
- Restablecer configuración de Internet Explorer: Borra todos los archivos temporales, desactiva navegador add-ons, y restablece todos los parámetros modificados a la configuración de fábrica. Se puede utilizar si el navegador está en un estado inservible.

### IE7 y capacidad de adopción de Windows
| Navegador               | Años | Vista    | XP x64/ 64-bit | WS 03 SP1 | XP SP2/ Windows XP Media Center Edition | XP SP1         | XP         | 2000 | 98/Me |
| ----------------------- | ---- | -------- | -------------- | --------- | --------------------------------------- | -------------- | ---------- | ---- | ----- |
| Años (OS)               | -    | 2006     | 2005           | 2003      | 2004                                    | 2002           | 2001       | 2000 | 1998  |
| Internet Explorer 7     | 2006 | Incluido | Parcial        | Parcial   | Parcial                                 | No             | No         | No   | No    |
| Internet Explorer 6 SP2 | 2004 | N/A      | No             | Terminado | Terminado* Incluido (6.0 SP2)**         | No (6.0 SP1)** | No (6.0)** | No   | No    |

* Internet Explorer 6 SP2 sólo está disponible como parte de una versión independiente de Windows XP SP2.

** La antigua versión no se instalará en el nuevo sistema con la versión.

## Historial de lanzamientos
| Color   | Significado                        |
| ------- | ---------------------------------- |
| Rojo    | Versión antigua; sin soporte       |
| Púrpura | Versión de desarrollo (preliminar) |

Notas
- Solo la última versión compatible de Internet Explorer con el sistema operativo en el que se quiere instalar recibe soporte, siempre que el sistema operativo en cuestión también lo reciba.

Información del ciclo de vida de soporte para sistemas operativos Windows®.
- No se incluyen Service Packs a menos que sean significativos.

| Versión mayor | Versión menor      | Fecha de publicación  | Cambios significativos | Incluido en                       |
| ------------- | ------------------ | --------------------- | --- | --------------------------------- |
| Versión 7     | 7.0 Beta 1         | 27 de julio de 2005   | Compatibilidad con gradiente alfa en imágenes PNG. Corrección de errores en CSS. Navegación por pestañas. Soporte para certificados EV SSL. Filtro anti-phishing. | Windows Vista Beta                |
| Versión 7     | 7.0 Beta 2 Preview | 31 de enero de 2006   | Características completas. Más correcciones de errores en CSS. Integración de plataformas de fuentes web. Nueva interfaz. Pestañas rápidas.                       |                                   |
| Versión 7     | 7.0 Beta 2         | 25 de abril de 2006   | Más correcciones de errores en CSS. Correcciones de compatibilidad entre aplicaciones.                                                                            |                                   |
| Versión 7     | 7.0 Beta 3         | 29 de junio de 2006   | Arreglo de errores de renderizado en CSS. |                                   |
| Versión 7     | 7.0 RC1            | 24 de agosto de 2006  | Mejoras en funcionamiento, estabilidad, seguridad, compatibilidad entre aplicaciones y ajustes finales a CSS.                                                     |                                   |
| Versión 7     | 7.0                | 18 de octubre de 2006 | Lanzamiento final. | Windows Vista Windows Server 2008 |